# Västergötlands runinskrifter 180
Vg 180 är en vikingatida runsten av mörk finkornig gnejs, vid Kölaby kyrka Kölaby socken och Ulricehamns kommun i Västergötland. Den påträffades 1919 i åkern strax norr om Kölarby kyrkogård. Den delades vid fyndtillfället, och ena delen tuktades så att runinskriften förstördes, och användes i byggandet av en källare i byn Stommen strax öster om kyrkan. Den andra delen står på kyrkogården. Den är 130 cm hög och 60 cm bred och 20 cm tjock. Runhöjden är 10 cm. Fragmentet i källaren är 126 cm långt och 65 cm brett.

## Inskriften
Translitterering av runraden:
: kartuki : sati : ste... ...an : eR : uarþ ... ...(u)n(t)(i)n ...uk :
Normalisering till runsvenska:
Kartoki satti stæi[n] ... ER varð ... [F]undinn [hi]ogg.
Översättning till nusvenska:
Kårtoke satte (denna) sten ... Han blev ... Funnen högg.
Namnet "kartuki" är antagligen ett sammansatt mansnamn, som inte förekommer på några andra kända runstenar. Förleden har binamnskaraktär och antas ha samband med fornisländskans. "kárr" "krushårig", som också finns som "Kari" på Sö 217. Betydelsen skulle alltså ha varit "den krushårige Toke". Det är mycket vanligt i nordisk namngivning att man på detta sätt fogar ett särskilt karaktäristikum till ett namn. "Toke" var ett mycket vanligt namn i området.